# Polák černohlavý
Polák černohlavý (Aythya baeri) je druh potápivé kachny, který se vyskytuje ve východní Asii. Kdysi se jednalo k poměrně běžnou, široce rozšířenou kachnu, avšak v roce 2012 byla celková populace odhadnuta na méně než 1000 jedinců a tento druh tak stojí na pokraji vyhynutí.

## Systematika
Druh formálně popsal německý přírodovědec Gustav Radde v roce 1863 jako Anas baeri. Druhové jméno připomíná baltsko-německého lékaře a přírodovědce Karla Ernsta von Baera.
Mitochondriální DNA napovídá, že polák černohlavý je blízkým příbuzným poláka chocholačky (A. fuligula), poláka amerického (A. americana) a poláka velkého (A. ferina).

## Výskyt

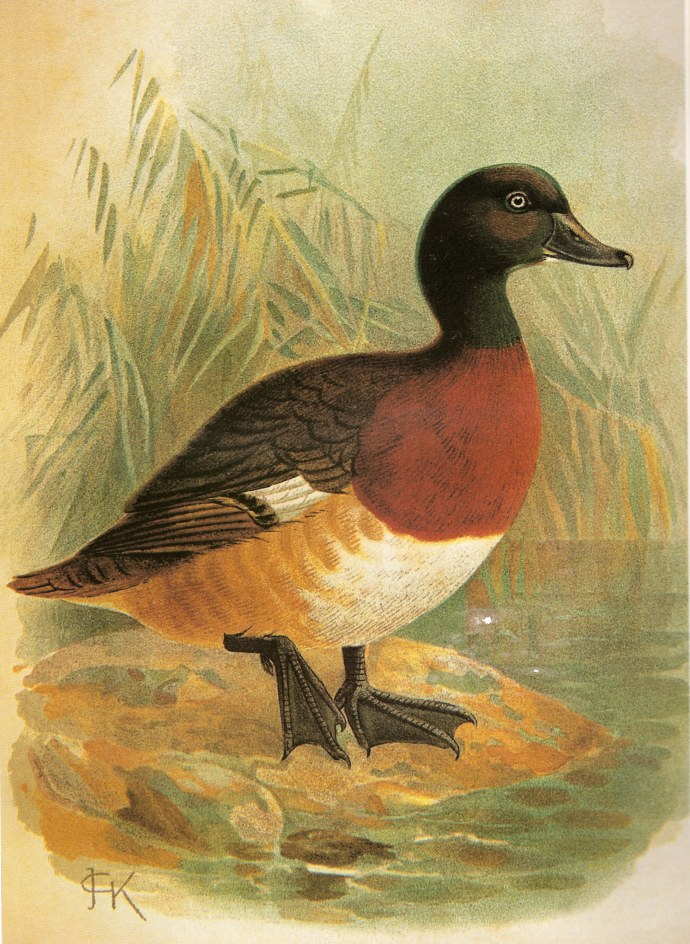
Ilustrace z roku 1899 (John Gerrard Keulemans)

Tento dnes již vzácný druh kachny se vyskytuje jen ve velmi malých počtech. Podle odhadu z roku 2012 zbývá ve volné přírodě méně než 1000 poláků černohlavých. Hnízdiště druhu se nachází v povodích řek Amur a Ussuri v Rusku a v nížinatých oblastech kolem řeky Jang-c’-ťiang v Číně. Tradiční zimoviště se vyskytují ve středovýchodní Číně, v menších počtech se po úpadku čínské populace objevuje v době mimo hnízdění i v Bangladéši, Myanmaru, Thajsku, Indii a výjimečně i v Japonsku, Jižní Koreji, Hong Kongu, Mongolsku nebo na Filipínách.
Hnízdní stanoviště tvoří dobře zarostlé rybníky, jezera a pomalu plovoucí řeky. V zimě preferuje větší jezera, rybníky a mokřady, kde se nezřídka sdružuje s dalšími druhy poláků z rodu Aythya.

## Popis
Tato menší, poněkud kompaktně působící kachna dosahuje délky těla kolem 46 cm, rozpětí křídel 70–79 cm, váhy 680–880 g. Zobák a hlava jsou zakulacené. Samec má ve svatebním šatu nápadnou zeleně lesklou hlavu, černohnědou svrchní část těla s kaštanovou hrudí a světle hnědými boky. Prostý šat samce je méně výrazný, ale s podobnými vzory: hlava a krk jsou černohnědé, která na bocích a hrudi přechází do kaštanové. Spodní strana křídel je bílá. Zobák obou pohlaví je tmavě šedý s tmavě modrým zakončením. Oči jsou u samců bílé nebo světle žluté, u samic hnědé. 

## Biologie

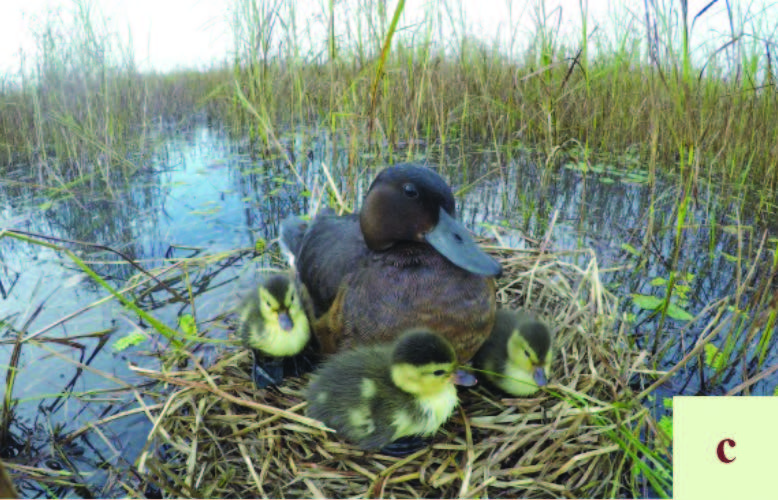
Samice s mláďaty

Jedná se o převážně tichou kachnu, v případě hlasového projevu vydávají samec i samice v době toku výrazné gráák, jindy se samec ozývá koro koro a samice kura kura kura.
V jižní Číně dochází k zahnízdění mezi koncem dubna a polovinou července. Velikost tamější snůšky byla 9,7 vajec (rozptyl 5–14), přičemž hned 29 % z 31 sledovaných hnízd bylo parazitováno samicemi téhož druhu. Inkubační doba trvala v průměru 24 dní (rozsah 23–26).

## Ohrožení
V minulosti se jednalo o poměrně běžnou a rozšířenou kachnu napříč východní Asií. Přesná data o početnosti nicméně nejsou k dispozici, jelikož v minulosti nedošlo k detailnějšímu sčítání druhu, což bylo částečně způsobeno výskytem v těžko dostupných oblastech. V Číně, tradičním zimovišti poláků černohlavých, bylo ještě mezi lety 1987–1993 nepočítáno 16 792 jedinců, zatímco v letech 2003–2011 to bylo již jen 2131. Příčina tohoto úbytku není zcela vyjasněna. Je velmi pravděpodobné, že v úpadku hrají roli ztráta a degradace přirozených stanovišť i lov (na maso, pro vejce na jídlo i do sbírek). Nicméně některé jiné druhy vodních ptáků využívající prakticky totožná stanoviště čelí stejným tlakům, avšak pokles jejich početnosti nebyl zdaleka tak výrazný.
Následkem bleskových poklesů početnosti byl druh hodnocen nejdříve jako zranitelný (1994), poté ohrožený (2008) a od roku 2012 je veden jako kriticky ohrožený.